# Bozeman
Bozeman – miasto w Stanach Zjednoczonych, w stanie Montana, w hrabstwie Gallatin. Liczy 49,8 tys. mieszkańców i jest czwartym co do wielkości miastem w Montanie.
Bozeman słynie z turystyki, oraz służy jako brama do Parku Narodowego Yellowstone i Lasu Narodowego Gallatin. Jest siedzibą stanowej uczelni, założonej w 1893 roku jako Agricultural College of the State of Montana, obecnie znanej jako Montana State University.

## Urodzeni w Bozeman
- Brannon Braga (ur. 1965) – producent telewizyjny, reżyser i scenarzysta[3]
- Dale W. Jorgenson (ur. 1933) – ekonomista, profesor z Uniwersytetu Harvarda
- Peter Voulkos (1924–2002) – artysta rzeźb ceramicznych